# سارة فيليبس
سارة فيليبس (بالإنجليزية: Sarah Phillips)‏ هي مغنية بريطانية، ولدت في 4 أغسطس 1993.